# Lynn Williams (soccer)
Pour les articles homonymes, voir Lynn Williams et Williams.
Lynn Williams née le  21 mai 1993 à Fresno en Californie, est une joueuse internationale américaine de soccer évoluant au poste d'attaquante au Reign de Seattle.

## Biographie
Lyne Williams est née à Fresno en Californie. Elle est la fille de Christine et David Williams. Elle se marie en décembre 2024 avec Marley Biyendolo.

### Carrière internationale
Elle est appelée en équipe nationale pour la première fois en 2016. 
Lors des Jeux olympiques d'été de 2020 qui se déroulent à l'été 2021 au Japon, elle fait partie de l'équipe remportant la médaille de bronze.
En 2023, elle fait partie des 23 joueuses sélectionnées par Vlatko Andonovski pour participer à la coupe du monde.

## Palmarès

### En club
Western New York Flash
- NWSL Championship (1)
  - Vainqueur en 2016

 North Carolina Courage
- NWSL Championship (2)
  - Vainqueur en 2018 et 2019
- NWSL Shield (3)
  - Vainqueur en 2017, 2018 et 2019

### En sélection
États-Unis
- Jeux olympiques :
  -  Médaille de bronze en 2021
  -  Médaille d'or en 2024
- SheBelieves Cup (3) : 
  - Vainqueur en 2018, 2020, 2021

### Distinctions individuelles
- Meilleure buteuse de NWSL : 2016
- MVP de NWSL : 2016